# DARK QUEEN
『DARK QUEEN』（ダーク・クイーン）は、松原あきら（まつばら あきら）による漫画作品。講談社とYahoo!コミックによる「新世代ヒーロー創出」を提唱する協同企画ウェブマガジン「ヒーロークロスライン」に連載されたウェブコミックである。

## 概要
配信開始は2007年10月31日、2008年11月19日最終回配信。更新周期は月単位であった。ヒーロークロスライン創刊時の初期連載作品の一つ。
ノーマルでもノッカーズでもない“非ノッカーズ”である銀殺人が、世界的ノッカーズ組織の後継者候補でありながら彼同様に非ノッカーズでもある雫・ロッセリーニの「騎士」となり、巨大能力兵器キャヴァリエとなる騎士の霊であるノッカーズ・アレキサンダーと共に、敵対する他候補の「騎士」達と激闘を繰り広げる、SFアクションストーリー漫画である。
主人公とその対戦者はお互いに巨大ロボットを思わせる能力兵器「キャヴァリエ」に乗り込み、各々の能力を用いて戦闘を行うというヒーロークロスライン創刊時の作品で唯一、巨大ロボット漫画に極めて近い作品である。この作品ではノッカーズ同士の戦いを主題とするにもかかわらず、彼らがキャヴァリエ以外の異形姿に変貌する描写がほとんど無い点が大きな特色である。また、この作品における戦闘は概ね1対1で時間と場所を示し合わせて行われる試合または一騎討ち競技の様なもので、必ずしも相手の生命や自由を奪うことを目的とせず、突発的に発生するものでもほとんどない。いわゆるマフィア映画の様な裏社会を舞台としながら、騎士道物語のオマージュ的性格を持つ作品である。
世界観についてはヒーロークロスライン共通の世界観も参照。また、この作品独自の用語については、後節を参照。

## あらすじ
西暦2013年、ノッカーズ犯罪団の片隅で馬鹿にされ続けてきた“非ノッカーズ”の銀殺人を、世界的ノッカーズ犯罪結社「ロッセリーニ一族」の大幹部である雫・ロッセリーニが訪ねて来た。ひと月前に死去した先代「王」の後継者を決める「ロッセリーニ杯」に代理として戦う「騎士」として、彼女は何故か彼を選んだという。ノッカーズ同士の決闘に無力な“非ノッカーズ”の身での出場を拒む殺人だったが、そこへ、雫を狙う刺客が襲ってきた。強大なキャヴァリエの力を目の当たりにし逃げ惑う殺人だったが、生まれて初めて自分を認め必要とした雫の危機に思わず飛び出してしまう。そのとき、雫から借りた槍が言葉を発すると同時に、彼の身体を何かが覆い始め、気づくと殺人はキャヴァリエに乗っていた。こうして、無力な“非ノッカーズ”の騎士と、組織から疎まれる大幹部、自分では能力を使えないノッカーズの3人による、組織を覆すための戦いが始まったのである。

## 登場キャラクター
太字は、そのキャラクターに関連する用語や人名など。また、本節において「殺人」は全て主人公の「あやと」であり、人を殺害する行為である「さつじん」ではない。
銀 殺人（しろがね あやと）
この作品の主人公である、非ノッカーズの青年。特殊能力は何も持たないが、生身での格闘能力に優れる。当初、横浜のノッカーズ犯罪団でチンピラの様な立場にあり、仲間からさえバカにされる毎日から自分を諦めかけていた。そんなとき現れた雫に「騎士」になることを求められ、自分への無力感と恐怖から一度は尻込みしたが、自分と同じ非ノッカーズであり、また生まれて初めて自分を必要とした彼女に応えるべく、ロッセリーニ杯を戦うことを決意する。粗暴かつがさつな性格で、雫やアレックスと衝突することも珍しくないが、彼女らを仲間として意識し始めてからは勇敢に対戦相手に立ち向かい、キャヴァリエ戦闘においても敵の意表をつく天才的な戦法を見せる。時には無茶な戦い方をして重傷を負い、入院することも少なくないが、その度に驚異的な回復力を見せる。作者のmixiでの発言によれば”殺人”は本名ではなくコードネームとのこと。
雫・ロッセリーニ（しずく‐）
ロッセリーニ一族の「王」後継者候補の一人である日系イタリア人の少女。殺人を他の後継者候補と戦う「騎士」と為すべく、彼の前に現れた。ロッセリーニ一族を組織した先々代「王」の曾孫であり、組織の本来の目的であった“ノッカーズ同士が助け合う家族的集団”の姿を再び取り戻すことを目的とする。しかし、妾腹の子であり非ノッカーズでもある彼女を蔑む者も組織には少なくなく、またその目的を阻止したい勢力も居るため、ロッセリーニ一族でも特に異端児扱いされる。気品に満ちているが高飛車で、負けず嫌い。とても口が悪く、凝った言い回しで相手を揶揄したり挑発することがあり、自分の考えを押し通す。その一方、傷ついた殺人や末端のノッカーズを気遣う優しさをも持つ。また、殺人を呼び捨てにし始めたアレックスや彼への関心を表明した白鷺に対しヤキモチとも取れる反応を見せるツンデレキャラとしての側面も持っている。
アレキサンダー
通称“アレックス”。ノッカーズ能力を持った霊魂で、髑髏の装飾が着いたハルバード状の槍に宿っている。男性名を名乗っているが、生前はスコットランドの1領主の娘であり、メアリ・スチュアートに仕える騎士であった。1587年、陰謀によるメアリ処刑の際、抵抗した彼女も殺害され、その無念さから我を忘れてキャヴァリエと化してロンドン市民を大量に虐殺する「ロンドン大禍」を引き起こしてしまう。即ち、彼女は人類史上初のキャヴァリエでもあったが、同時にその罪の意識から深い心の傷を負っている。生前憧れていた騎士道精神を持ち続け生真面目かつ純情な性格だが、何故か武士道的な発言をしたり、日本茶を好む一面もある。本体はあくまで生前は彼女自身の持ち物であった槍であり、髑髏の装飾を通じて会話を行うが、第2話以降はキャヴァリエ同様に思念体を実体化させることにより生前の姿、即ち殺人や雫らと同じ年頃の少女姿になっていることが多い。
キャヴァリエ・アレキサンダー
アレキサンダーの思念体によって構成されるキャヴァリエ。胸部や肩、掌などが肥大化した西洋甲冑の様な漆黒の姿で、胸部をはじめ各部に十字が描かれている。1587年に出現し、「ロンドン大禍」を引き起こしたことから、「キャヴァリエの始祖」「最凶のキャヴァリエ」とも呼ばれる。アレキサンダー単独ではこの姿になることはできず、気力を発揮し行動を制御する者を必要とし、それは非ノッカーズに限られる。物語開始以前、多くの者がその力を手に入れようとして命を落としたが、唯一、半年前に死ぬことなく自らを装着してみせた雫を主人（「姫」）として認め、現在は殺人を制御者として活動する。ちなみに、この姿でもアレキサンダーとしての意識はあり、また、殺人を収容する部分に自らの人間体を出現させることもできる。キャヴァリエとしての能力は、各関節から「気」を噴射することによる巨体に似合わぬ俊敏性と、胸部装甲を開いて撃つガトリング砲の様な銃器（アレックス・ガン）、手にした巨大な槍（アレキサンダー・ランス）を主体とする。
白鷺 利根梨（しらさぎ とねり）
ロッセリーニ杯第2回戦にて、中級幹部である「職人」（アルチザン）ヴィットリオに属する騎士として殺人と対峙した日本人の少女（第5話）。味岡学園高等部2年生。剣道に優れ、空気中の水分子を凝縮し自らの分身を作り出す技と、「シラサギ」としてキャヴァリエ化した際にはプラズマ雷から作り出される「来雷剣」（らいらいけん）を武器に、対戦相手を翻弄する。かつてノッカーズ能力故に爪弾きされていた彼女を拾い育てた師匠を、ある誤解から憎んでいたが、殺人との対戦で己の未熟さと師の心を理解した。その後、組織の手を離れ、師を超える剣士を目指すことを決意した。但し、直後の第6話では彼女もまた、殺人に関心を持ったらしい。
アズディン・ウォン
レオナルド・サヴィーニ（第1話）に続き、ロッセリーニ杯開始前に雫を抹殺しようとした刺客（第2話）。ロッセリーニ杯優勝候補者の一人と目される組織本部のトップエリートで、ノッカーズ能力による驚異的なスピードを武器とする。生身の状態でキャヴァリエ化したアレックスを圧倒、キャヴァリエ「ブリーズアーブ」を分離させ高速回転の渦による真空を使った必殺技「メェルシュトロオムオブデス」などの攻撃でも殺人を窮地に陥れるが、戦闘中の彼の執念に一瞬の恐怖を覚え、その屈辱をロッセリーニ杯で晴らすべく、彼と雫を見逃して立ち去った。後にロッセリーニ杯開始直前（第4話）では殺人も彼と再びあいまみえる意思を見せており、彼のライバル的人物である。
コンチェッタ・ロッセリーニ

### 他作品からの登場キャラクター
アルクベイン
声 - 杉田智和
「ALCBANE」のヒーロー。第7話でテレビに映る映像の中に登場した。10年前の2003年当時、極東(日本）に勢力を伸ばそうとしているロッセリーニ一族の尖兵を倒している者として先々代の王が雫に見せた。
ウサ探
声 - 若本規夫
「ウサ探」の主人公。最終話にて酔いつぶれていたところをいつの間にかコンチェッタにさらわれてしまい、更に勝手にヴィスコンティーと言う名まで付けられてしまう。

## 用語
非ノッカーズ（ナル‐）
端的に言えば、半人前のノッカーズ。“オルタレイション・バースト”によっても完全にはノッカーズとなりきれず、何の特殊能力も得られなかった者たちで、基本的には一般の人間（ノーマル）とほとんど変わらない。人間からはノッカーズの一種として忌み嫌われ、ノッカーズからは半端者として蔑まれている。とても稀な存在で、身体のどこかに「F」の字を左右逆にした様な痣を持つのが特徴で殺人は額の右側、雫は額中央にこの文様を持つ、またこの痣はどのような手段でも消す事ができない。実は非ノッカーズには特殊能力があり、連載が続いていればそのことが今後の展開に関わっていたとのことが同人誌「HXL APPENDIX 3」に記されている。
ロッセリーニ一族（‐ファミリー）
南イタリアチザリア島を拠点とするノッカーズ最大の犯罪結社。マフィアを髣髴とさせる組織で、組織を「ファミリー」と称し、世界中のノッカーズ犯罪団に対して絶対的な支配力を持つ。元々は人間と共存できないノッカーズ同士が助け合って生きるべく先々代「王」が組織したが、肥大化するにつれ犯罪による不法収益に汲々とする組織へと変貌を遂げた。
ロッセリーニ杯（‐カップ）
「ロッセリーニ一族」の統率者を決めるために行われる決闘。統率者候補がそれぞれ選んだ「騎士」（ナイト）をキャヴァリエをもって戦わせ、最後に勝ち残った騎士の主たる候補が次期統率者たる「王」（キング）となる。第1話冒頭で先代「王」が逝去し、遺言によって開催が宣言されたこの決闘が、物語の根幹となる。
キャヴァリエ
ノッカーズが自らの特殊能力を具現化させた巨大ロボットの様な鎧。ロッセリーニファミリーの一部のものが特殊な薬剤を使用することで身に纏うことができる。騎士として選ばれた者たちは、ロッセリーニ杯でこのキャヴァリエを使って決闘を行う。姿や能力は装着者によって様々で、特殊能力を具現化した「質量を持つ思念体」なので巨大な見た目に反してそれほど重くはない。また、キャヴァリエが損傷を受けた場合、その装着者自身も同じ箇所を負傷する。

## 単行本
講談社 〈マガジンZKC〉より発売。全2巻。
1. （2008年5月23日第1刷発行）ISBN 978-4-06-349361-0
2. （2008年12月22日第1刷発行）ISBN 978-4-06-349395-5